# Anthurium cabrerense
Anthurium cabrerense är en kallaväxtart som beskrevs av Adolf Engler. Anthurium cabrerense ingår i släktet Anthurium och familjen kallaväxter. Inga underarter finns listade.